# 新卡拉恰伊
新卡拉恰伊（羅馬化：Novyy Karachay）是俄罗斯卡拉恰伊-切尔克斯共和国的市级镇，属共和国辖市卡拉恰耶夫斯克市，位于库班河畔，在卡拉恰耶夫斯克北、共和国首府切尔克斯克西南方。
该地2021年人口有3,237人；2010年人口3,035；2002年人口2,163；1989年人口2,138。